# Altas Planícies

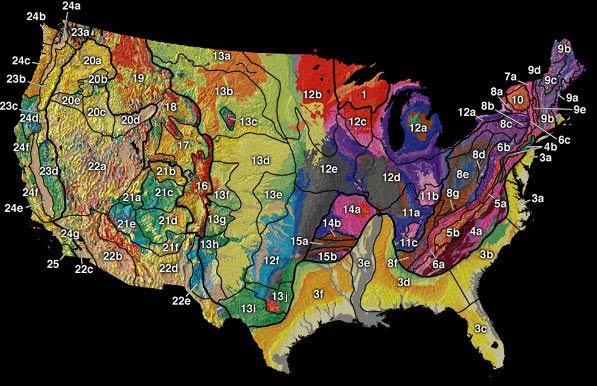
Regiões fisiográficas dos Estados Unidos. As Altas Planícies são a região etiquetada 13d.

As Altas Planícies (em inglês: High Plains) são uma sub-região das Grandes Planícies no centro dos Estados Unidos, localizadas no leste do Colorado, oeste do Cansas, oeste do Nebrasca, centro e leste do Montana, leste do Novo México, oeste do Oclaoma, noroeste do Texas e no sudeste do Wyoming.
Em algumas definições desta sub-região partes ocidentais do Dacota do Sul e do Dacota do Norte são também incluídas. De este a oeste, as Altas Planícies passam de uma altitude de cerca de 750 metros até mais de 1800.

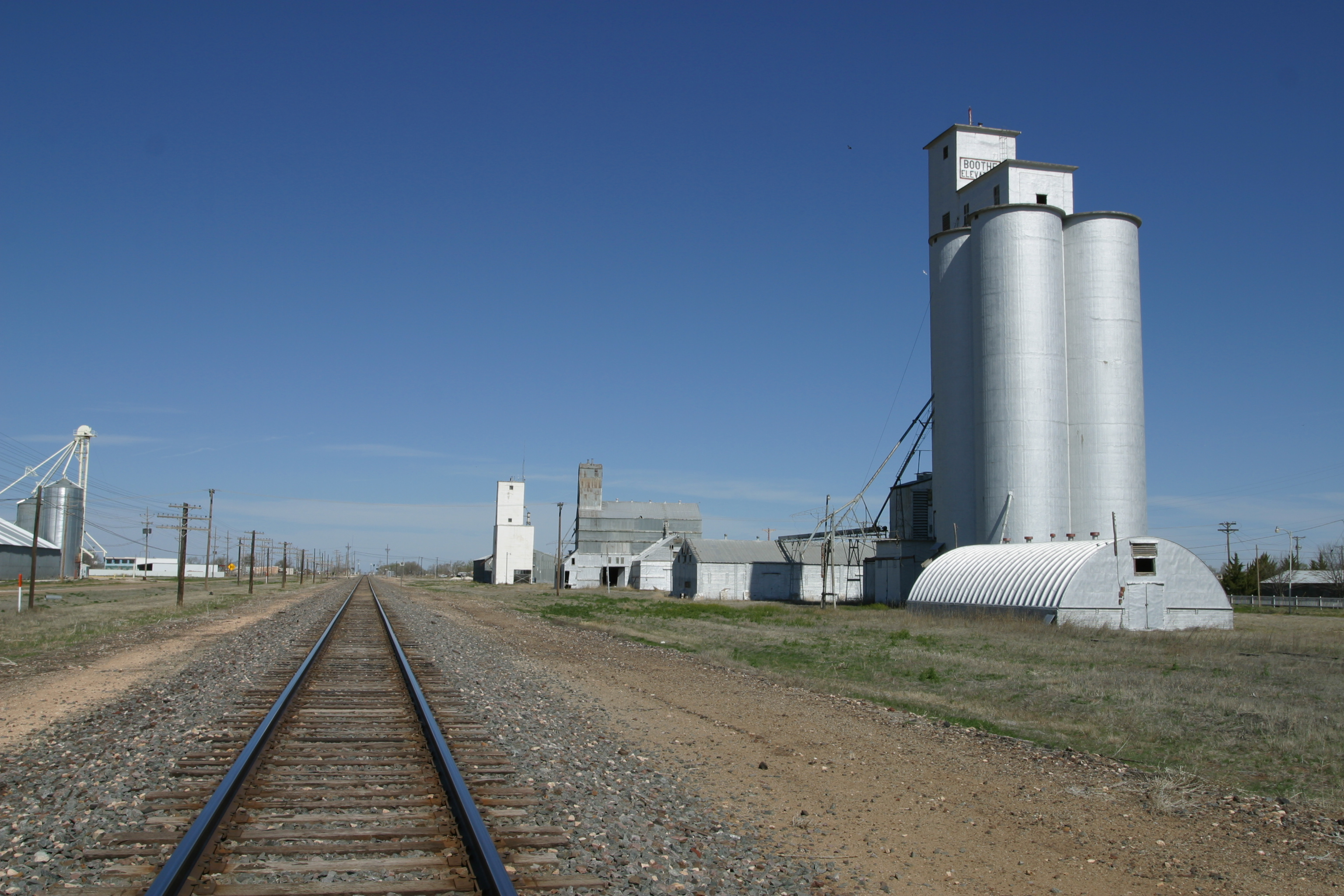
Paisagem típica das High Plains do Texas Ocidental (2010)
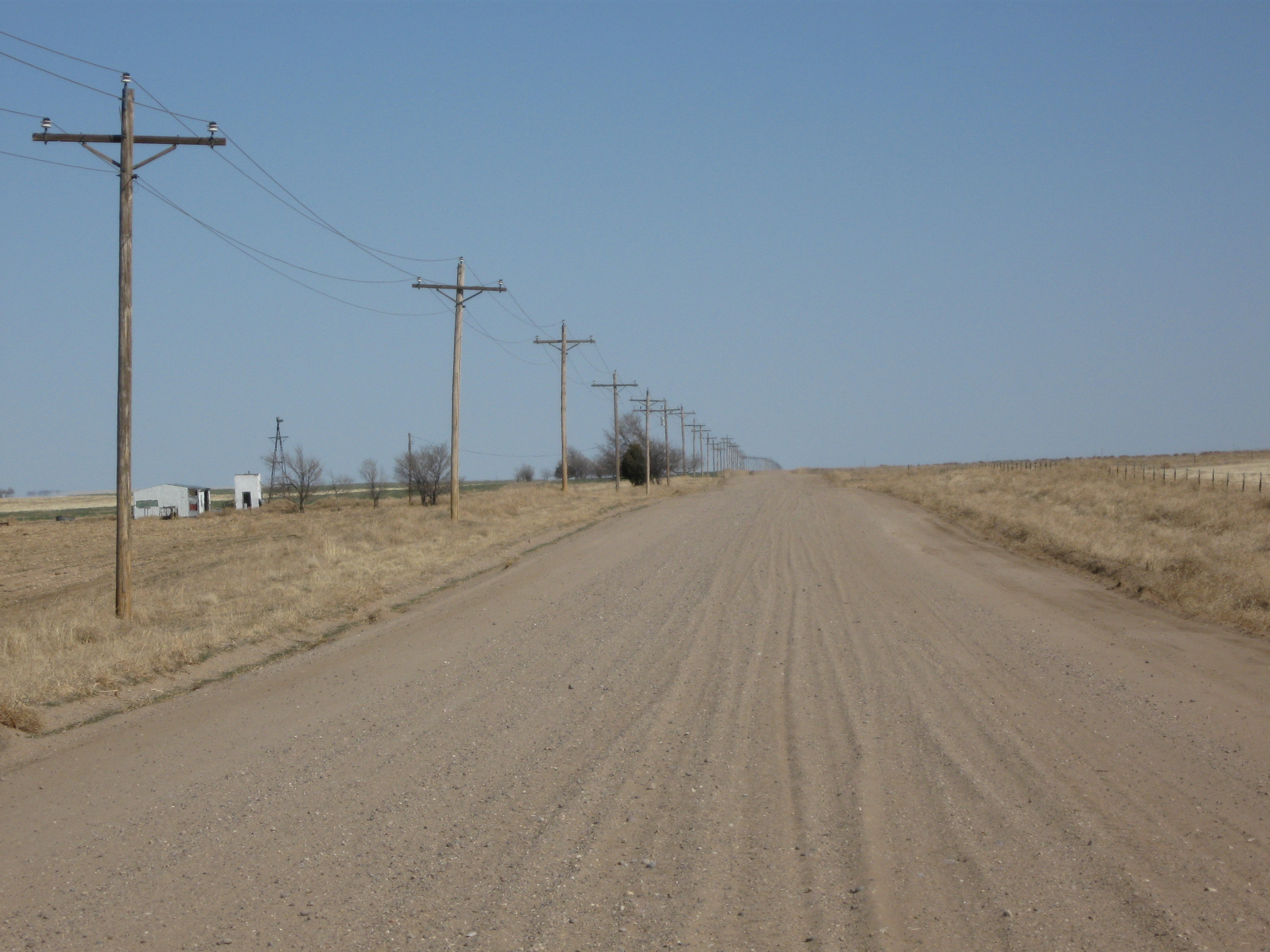
High Plains nas Colorado Eastern Plains (2009)
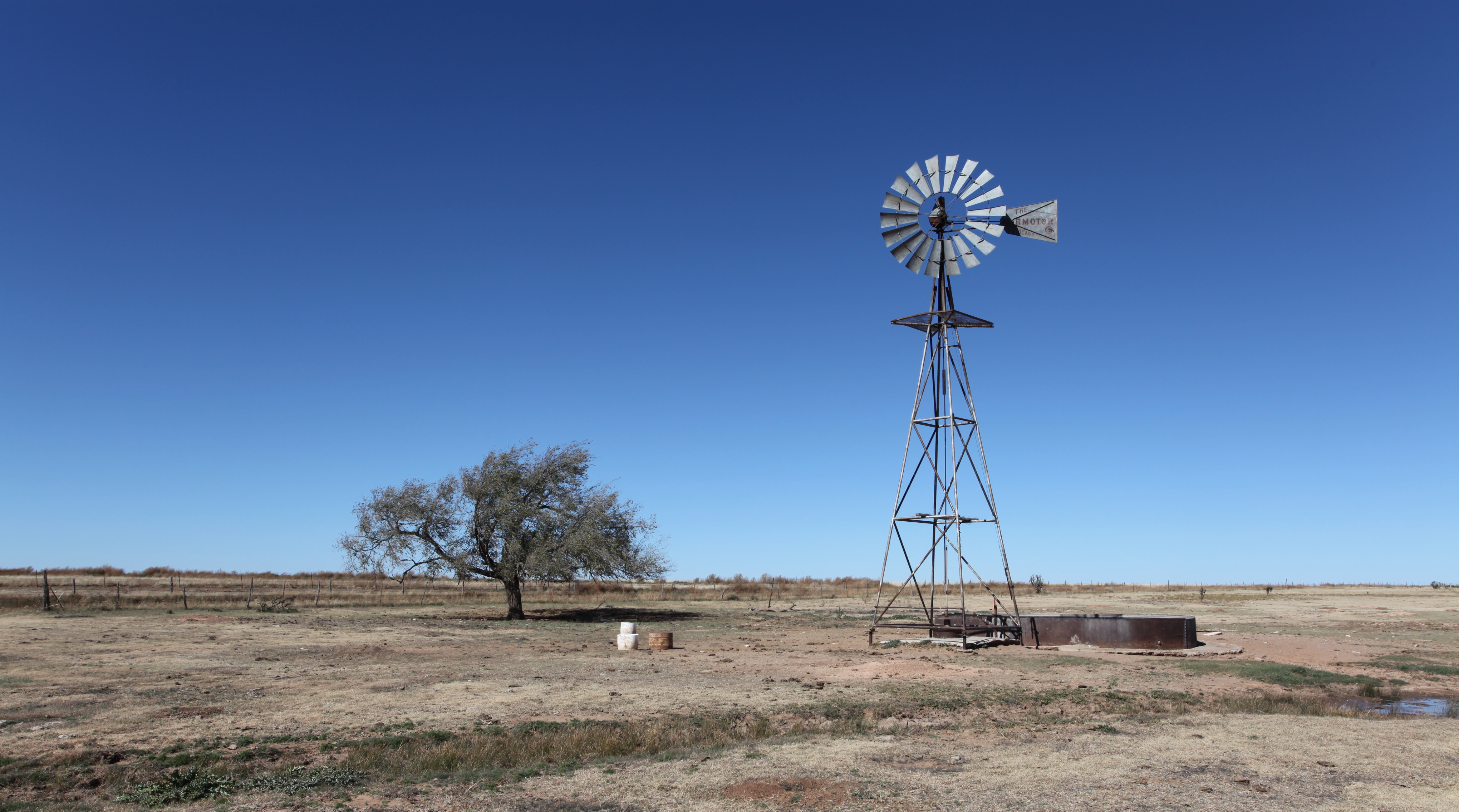
Moinho no Llano Estacado (2010)
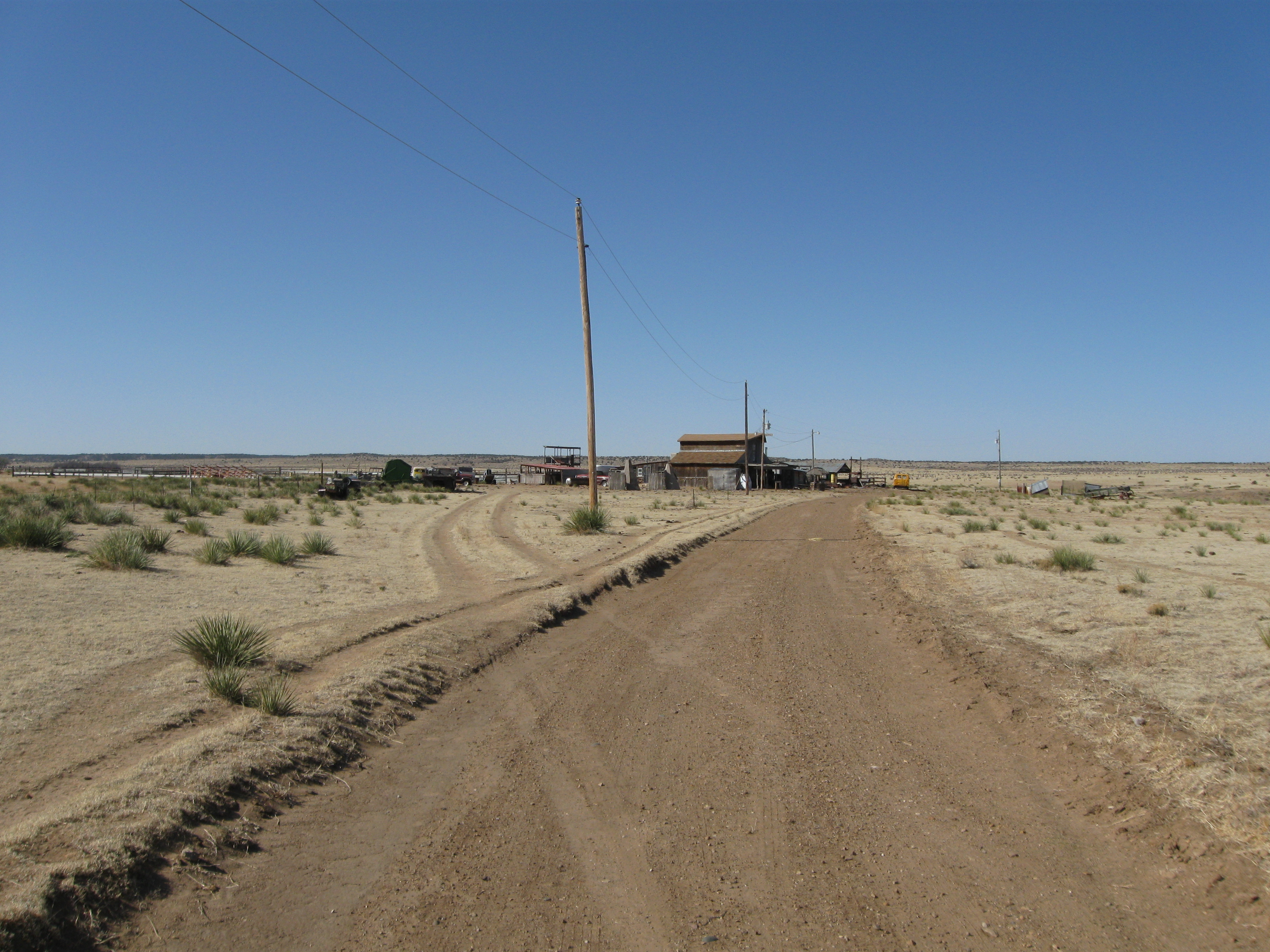
High Plains no Panhandle do Oklahoma a oeste de Guymon (2009)